# Гаитяно-французские отношения
Гаитяно-французские отношения — двусторонние дипломатические отношения между Гаити и Францией. Обе страны являются членами Всемирной торговой организации, Международной Организации Франкофонии, Организации Объединённых Наций.

## История
Первыми французами, прибывшими на Гаити, были пираты, которые начали использовать остров Тортуга (север Гаити) в 1625 году в качестве базы и поселения для набегов на испанские корабли. В 1663 году французские поселенцы основали колонию в Леогане, в западной части острова Гаити. После войны Аугсбургской лиги в 1697 году Испанская империя уступила западную часть острова, подписав в том же году Рисвикский договор. Франция назвала колонию Сан-Доминго. Колония была самой продуктивной и богатой колонией Франции, и в ней выращивали в основном табак, индиго, сахар, хлопок и какао. Франция использовала труд рабов из Африки по причине почти полного исчезновения народа таино.

### Независимость Гаити

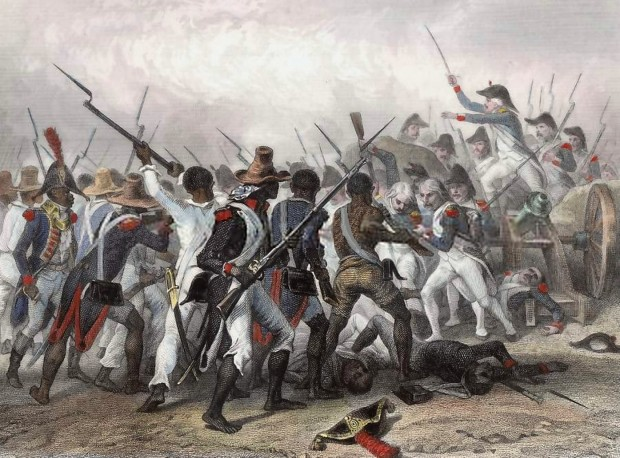
Битва при Вертьере, 1803 год

С 1789 по 1799 год во Франции происходила революция, которая имела большое значение для Гаити. В августе 1791 года рабы в северном регионе Гаити устроили восстание, известное как Гаитянская революция. В 1793 году Франция направила в качестве посланника Леже-Фелисите Сонтонакса, чтобы сохранить контроль и стабилизировать колонию от революции. В феврале 1793 года гаитянский лидер Туссен-Лувертюр присоединился к испанским войскам в борьбе с французами. В октябре 1793 года Сонтонакс освободил рабов на всей территории Гаити. В мае 1794 года Лувертюр покинул испанскую армию после того, как она отказалась освободить своих рабов в восточной части острова Гаити.
В 1801 году Лувертюр победил испанцев в Санто-Доминго и освободил рабов территории. В 1802 году генерал Наполеон Бонапарт отправил на остров Гаити 40 000 французских и польских войск. Вскоре после этого зять Наполеона генерал Шарль Леклерк попросил о встрече с Лувертюром, чтобы обсудить условия. Это был обман: Лувертюр был схвачен и депортирован во Францию, где он умер в апреле 1803 года. После смерти Лувертюра Жан-Жак Дессалин стал лидером борьбы за независимость и продолжал сражаться с французскими войсками. После поражения при Вертьере 18 ноября 1803 года французы оставили всякую надежду сохранить контроль над колонией и эвакуировали свои войска. 1 января 1804 года Дессалин провозгласил независимость Сан-Доминго и переименовал новое государство в «Гаити».
Франция официально признала независимость Гаити в 1824 году.

### После получения независимости

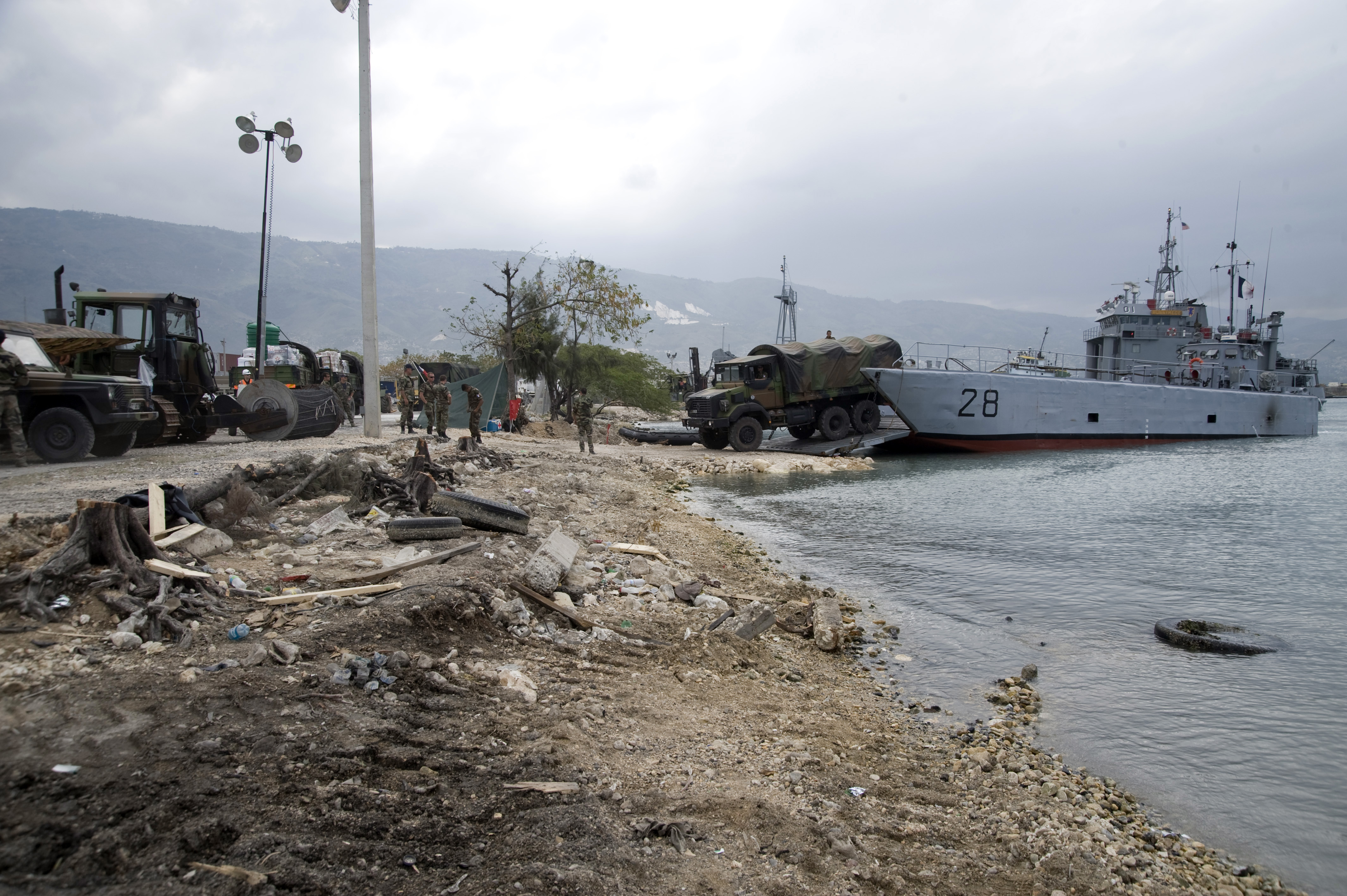
Французские военные выгружают снаряжение и помощь на пляж на Гаити, 2010 г.

В 1825 году французский король Карл X потребовал от Гаити возмещения и компенсации Франции за потерю денег и торговли из-за независимости Гаити. Франция пригрозила вторгнуться на Гаити и направила к островному государству 12 военных кораблей. 17 апреля 1825 года между двумя странами было заключено соглашение. Франция отказалась от всех попыток повторно завоевать Гаити и признала Гаити независимым государством после того, как Гаити согласилась выплатить Франции 150 миллионов золотых франков в течение пяти лет в качестве компенсации бывшим колонистам. В ноябре 1825 года первый французский консул вручил свои верительные грамоты президенту Жану Пьеру Буайе. 12 февраля 1838 г. между странами был подписан «Договор о мире и дружбе».
С момента установления дипломатических отношений между странами было подписано несколько соглашений и договоров, например, соглашение о торговле (1958 г.); договор о торговле (1959 г.); соглашение о воздушных перевозках между обеими странами (1965 г.); соглашение о культурном, научном и техническом сотрудничестве (1972 г.); конвенция о защите инвестиций (1973 г.); сотрудничество в области туризма (2007 г.) и соглашение о совместных исследованиях и профессиональном обучении (2015 г.).
После обретения независимости Франция продолжала играть важную роль в делах Гаити. Несколько гаитянских президентов, отстранённых от власти, искали убежища во Франции, например, президенты Жан Пьер Буайе, Луи Саломон, Франк Лаво и Жан-Клод Дювалье. В декабре 1993 года Франция обратилась в ООН с просьбой ужесточить санкции в отношении Гаити после отстранения президента Жана-Бертрана Аристида от власти военными в сентябре 1991 года.
В феврале 2010 года Николя Саркози первым из президентов Франции посетил Гаити. Во время своего визита Саркози пообещал Гаити помощь в размере 230 миллионов евро после того, как островное государство перенесло сильнейшее землетрясение в своей истории. Саркози также объявил о списании долга Гаити перед Францией в размере 56 миллионов евро. В мае 2015 года президент Франции Франсуа Олланд посетил Гаити с официальным визитом и пообещал выделить 145 миллионов долларов США на проекты развития в островном государстве.

## Торговля
В 2017 году товарооборот между Францией и Гаити составил 69 миллионов евро. Основные статьи экспорта Франции в Гаити включали промышленные товары, одежду, механическое оборудование, молочные продукты и лекарства. Основные статьи экспорта Гаити во Францию включали фрукты и овощи, растения для производства напитков (какао и кофе), дистиллированные алкогольные напитки (ром), готовые блюда и растения для производства специй.

## Постоянные дипломатические миссии
- У Франции есть посольство в Порт-о-Пренсе[18].
- У Гаити есть посольство и генеральное консульство в Париже, а также генеральные консульства в Кайенне (Французская Гвиана) и Пуэнт-а-Питре (Гваделупа)[19].

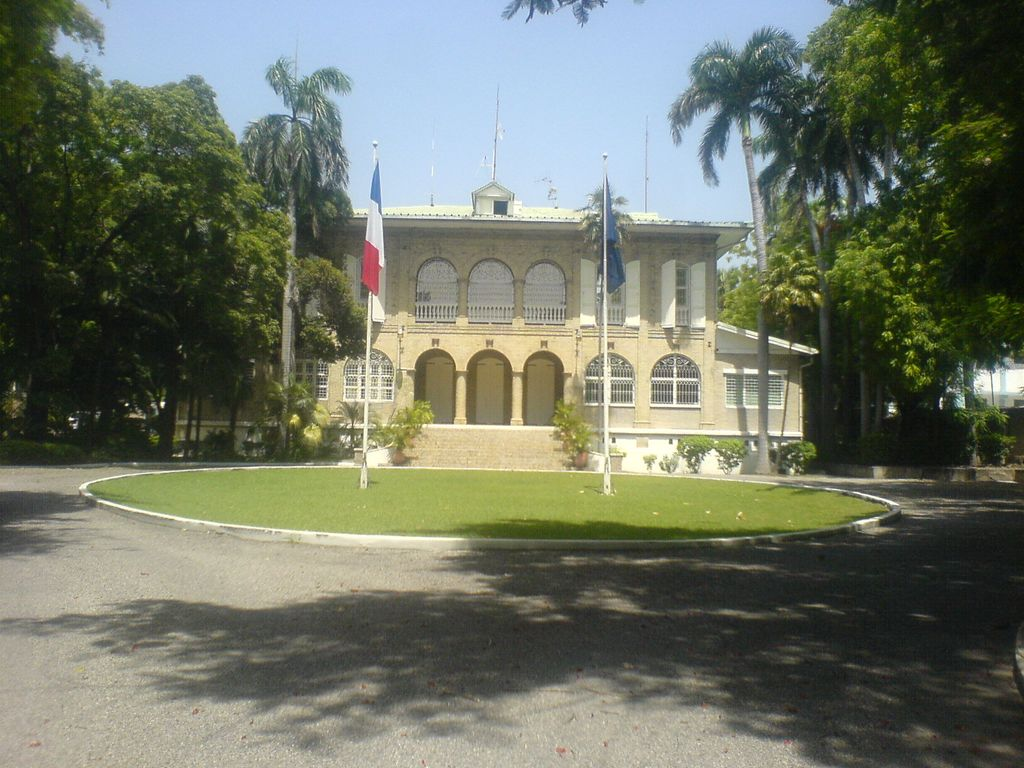
Посольство Франции в Порт-о-Пренсе
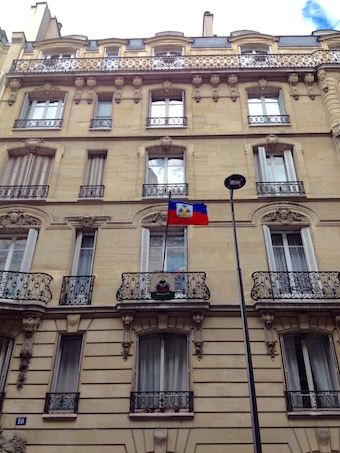
Посольство Гаити в Париже
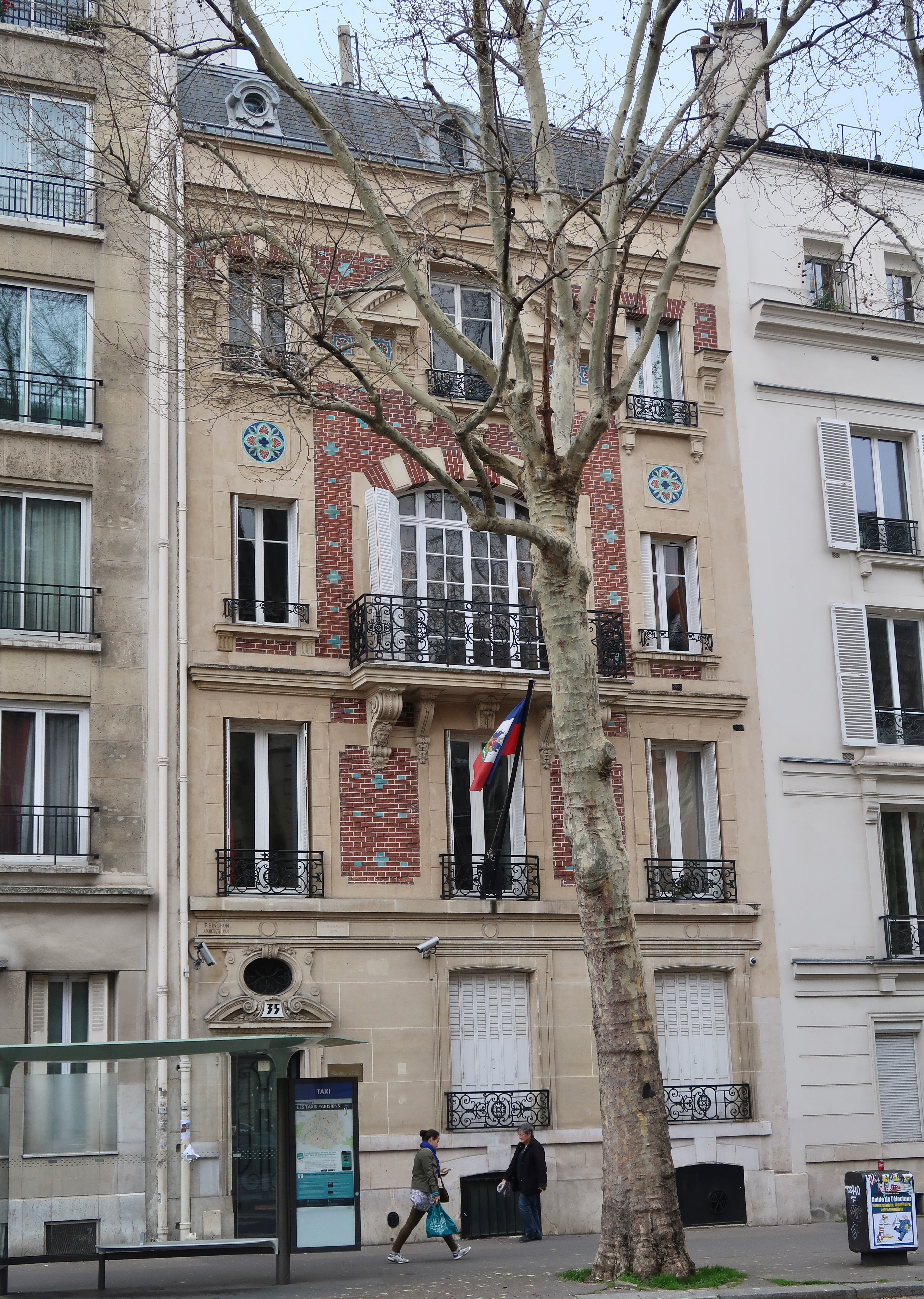
Генеральное консульство Гаити в Париже